# Gloria Bistrița
El Gloria Bistrița fue un club de fútbol de Rumania, de la ciudad de Bistrița. Fue fundado en 1922 y desapareció en 2015. Disputaba sus partidos como local en el Stadionul Gloria, con capacidad para 8.100 espectadores. Los colores tradicionales del Gloria eran el blanco y el azul, colores que representan su primera y segunda equipación, respectivamente.
Durante la mayor parte de su historia, el club jugó en Divizia B y C, la segunda y tercera división del fútbol rumano. El club ascendió a Divizia A en 1990 y cuenta en su palmarés con una Copa de Rumania, su único título oficial conseguido en 1994. Por ello disputó la Recopa de Europa, competición en la que fue eliminado por el Real Zaragoza, campeón del torneo. En 2007 fue subcampeón de la Copa Intertoto al perder frente al Atlético de Madrid. En 2011 el Gloria fue descendido administrativamente a Liga II junto a otros tres equipos de la Liga I.

## Historia

### Fundación y primeros años (1922-1954)
El club fue fundado el 6 de julio de 1922 y entre los miembros del personal de fundadores se encontraban Simion Sbârcea como presidente del club, Teofil Moldovan como secretario, Ion Bota, Dumitru Hara, Simion Pop, Ioan Archiudean y otros como miembros del Comité de Administración del club.
A lo largo de los años el club tuvo varios otros nombres: Ceramica Bistrița (antes de la Segunda Guerra Mundial), CS Bistrița (después de la Segunda Guerra Mundial) y Progresul Bistrița hasta 1956, cuando fue adoptado de nuevo el antiguo nombre, Gloria. En 1954 el equipo participó en la promoción de los playoffs para la Divizia B, pero perdió la oportunidad, pese a que en Gloria estaban jugando en ese período los futuros internacionales de Rumania, los hermanos Munteanu.

### Años grises del Gloria (1955-1990)
Gloria obtuvo su primera promoción a la Divizia B (ahora Liga II) en 1958, justo un año después de haber ascendido a Divizia C, comandados por Radu, Caizer, Pădureanu (actual presidente del club), Ivanenco, Kovacs, Cziriak, Schlesinger, Vasilescu, Botescu, Firica, Radulescu, Marin, Copil y Zeana. En esa temporada debutó el joven Victor Ciocan, que lideraría el club en los próximos años. Desde 1961 y durante una década, el club jugó en el campeonato regional de la Divizia C. En 1962 se disputó el primer partido internacional del club ante el Metropol Criciuma de Brasil, partido que perdió el Gloria por 0-2.
El entrenador Titi Popescu logró ascender al equipo a Divizia B en la temporada 1974–75. El equipo jugó en la Divizia B durante quince años, entre 1975 y 1990 dando muchos jugadores valiosos como Daniel Iftodi, Hurloi Gheorghe, Ciocan Víctor y otros.

### Edad dorada del club (1991-2007)
El Gloria Bistrița logró su ascenso a la Divizia A, la primera división rumana (ahora Liga I), en 1990 bajo las órdenes de Remo Vlad, competición en la que el Gloria jugó sin interrupciones hasta 2011 y aportando al fútbol rumano jugadores notables como Viorel Moldovan, Gavril Balint o Lucian Sânmărtean.
La temporada 1992–93 fue una de las más exitosas del club y que significó el comienzo de su edad dorada. En esa temporada el Gloria acabó en quinta posición y se clasificó para disputar la Copa de la UEFA en la siguiente campaña. En su debut en competición continental, el Gloria se enfrentó al NK Maribor de Eslovenia en primera ronda, siendo eliminado tras empatar a cero en Bistrița y perder en el partido de vuelta por dos goles a cero. La siguiente temporada, el club acabó en séptima posición en liga, pero consiguió proclamarse campeón de la Copa de Rumania al vencer en la final al Universitatea Craiova el 30 de abril de 1994, logrando su primer título oficial. El Gloria disputó contra el Steaua Bucarest la primera edición de la Supercopa de Rumania, trofeo que fue a las vitrinas del equipo capitalino al vencer 1-0 en la prórroga. En aquel partido disputado en el estadio Nacional de Bucarest, el Gloria, entrenado por Constantin Carstea, jugó con Costel Campeanu; Dorel Zegrean, Valer Sasarman, Simion Mironas, Cornel Sevastita, Mihai Tararache, Gabriel Cristea, Marius Raduta, Florin Stancu, Ilie Lazar y Danut Matei.
Su debut en la Recopa de Europa fue desafortunado, ya que el sorteo le emparejó ante el Real Zaragoza, quien se proclamaría finalmente campeón. Sin embargo, el Gloria consiguió vencer a los campeones españoles en Rumania por 2-1, pero perdió en el estadio Luis Casanova de Valencia (La Romareda había sido clausurada por sanción de la UEFA durante dos jornadas), por cuatro goles a cero. En 1996 volvió a alcanzar una nueva final de Copa, pero cayó derrotado ante el Steaua Bucarest por 3-1. Gracias a que el Steaua logró esa misma temporada el doblete al hacerse también con la liga, el Gloria pudo disputar nuevamente la Recopa. En esta ocasión eliminó al Valletta FC de Malta por un global de 4-2 en la ronda previa, por lo que el Gloria consiguió superar una ronda europea por primera vez en su historia. En primera ronda se enfrentó al Fiorentina, con el que logró empatar en Bistrița (1-1) y perdió por 1-0 en Florencia.
El mejor resultado del Gloria hasta la fecha en Divizia A tuvo lugar en 2003, cuando el club finalizó en tercera posición y se clasificó para la Copa Intertoto de la UEFA, donde eliminó al Bangor City FC y fue derrotado por el Brescia Calcio en segunda ronda. En agosto de 2007 jugó la final de la Copa Intertoto de la UEFA frente al Atlético de Madrid, ganando en la ida 2-1 y perdiendo 1-0 en la vuelta, quedando así subcampeón el conjunto rumano.

### Descenso administrativo de Liga I e Insolvencia (2011-2015)
El 30 de mayo de 2011, la Federación Rumana de Fútbol negó la licencia al Gloria y a otros tres equipos de la Liga I 2010-11: el Timisoara, el Universitatea Craiova y el Victoria Brăneşti, todos ellos por problemas financieros. El club fue descendido, de manera provisional a la Liga II, por lo que el club recurrió la decisión ante el Tribunal de Arbitraje Deportivo. El 8 de julio, el Tribunal de Arbitraje para el Deporte anunció que los recursos del Politehnica, Gloria y Bihor se escucharía de manera acelerada con el fin de tomar una decisión antes del comienzo de la temporada. El 18 de julio, anunció que los recursos del TAS fueron desestimados. Las decisiones impugnadas adoptadas por las autoridades competentes de Rumanía y la UEFA fueron confirmadas en su totalidad.
El 25 de julio de 2014 el club es descendido a la Liga III por sus problemas financieros y pasa a llamarse Gloria Progresul Bistrița y el 3 de agosto de 2015 el club fue descendido a la Liga V por problemas financieros, declarándose en bancarrota y desaparece.

## Uniforme
- Uniforme titular: Camiseta blanca, pantalón azul, medias blancas.
- Uniforme alternativo: Camiseta, pantalón y medias azules.

## Jugadores

### Jugadores destacados
| - Marian Aliuță - Alin Artimon - Gheorghe Bălăceanu - Gavril Balint - Claudiu Binder - Adrian Borza - Sorin Bucuroaia - Romulus Buia - Costel Câmpeanu - Gabriel Caramarin - Horațiu Cioloboc - Cristian Coroian - Sergiu Costin - Emilian Dolha - Vasile Drăgan - Cristian Dulca - Adrian Dulcea - Augustin Eduard - Adrian Falub - Ionel Ganea - Gigi Gorga - Giani Gorga - Daniel Iftodi - Nicolae Ilea - Vasile Jula - Mif - Ilie Lazăr | - Joszef Lorincz - Sergiu Mândrean - Nicolae Manea - Alin Minteuan - Vasile Miriuță - Simion Mironaş - Sebastian Moga - Viorel Moldovan - Valentin Năstase - Bogdan Nicolae - Doru Nicolae - Vasile Oană - Răzvan Pădureţu - Florin Pelecaci - Ciprian Petre - Vasile Popa - Alin Rus - Radu Sabo - Dinu Sânmărtean - Lucian Sânmărtean - Constantin Schumacher - László Sepsi - Cristian Silvăşan - Marius Sumudica - Iosif Szijj | - Mihai Tararache - Ciprian Tătăruşanu - Florin Tene - Cosmin Tilincă - Petru Țurcaș - Valentin Velcea - Dorel Zaharia - Dorel Zegrean - Júnior Moraes - Thaer Bawab - Łukasz Szukała - Souleymane Keita |

## Entrenadores
- Ion Nunweiller (1981-1983)
- Constantin Cernăianu (1987-1988)
- Remus Vlad (1990–92)
- Constantin Cârstea (1992–93)
- Remus Vlad (1994)
- Constantin Cârstea (1994–96)
- Remus Vlad (1996–97)
- Constantin Cârstea (1997–02)
- Remus Vlad (2002–04)
- Constantin Cârstea (2004–05)
- Ioan Sabău (2005–09)
- Sandu Tăbârcă (2009)
- Florin Halagian (2009)
- Marian Pană (2009)
- Marius Şumudică (2010)
- Laurenţiu Reghecampf (2010)
- Nicolae Manea (2010–2013)
- Sandu Negrean (2013)
- Cristian Coroian (2013 – Presente)

## Palmarés

### Torneos nacionales
- Liga II (1): 1989-90
- Liga III (3): 1957-58, 1969-70, 1974-75
- Copa de Rumania (1): 1993-94
- Cupa Ligii (1): 2000
- Subcampeón de la Copa de Rumania en 1995-96
- Subcampeón de la Supercopa de Rumanía en 1993-94

## Participación en competiciones de la UEFA

### Recopa de Europa
| Temporada | Ronda          | Club          | Casa  | Visita | Global |
| --------- | -------------- | ------------- | ----- | ------ | ------ |
| 1994–95   | 1              | Real Zaragoza | 2 – 1 | 0 – 4  | 2 – 5  |
| 1996–97   | Clasificatoria | Valletta FC   | 2 – 1 | 2 – 1  | 4 – 2  |
| 1996–97   | 1              | Fiorentina    | 1 – 1 | 0 – 1  | 1 – 2  |

### UEFA Europa League / UEFA Cup
| Temporada | Ronda | Club       | Casa  | Visita | Global |
| --------- | ----- | ---------- | ----- | ------ | ------ |
| 1993–94   | 1     | NK Maribor | 0 – 0 | 0 – 2  | 0 – 2  |

### UEFA Intertoto Cup
| Temporada | Ronda    | Club               | Casa        | Visita | Global          |
| --------- | -------- | ------------------ | ----------- | ------ | --------------- |
| 1997      | Grupo 10 | Montpellier        | 1 – 2       |        | 4º Lugar        |
| 1997      | Grupo 10 | Čukarički Stankom  |             | 2 – 3  | 4º Lugar        |
| 1997      | Grupo 10 | Spartak Varna      | 2 – 1       |        | 4º Lugar        |
| 1997      | Grupo 10 | Groningen          |             | 1 – 4  | 4º Lugar        |
| 2001      | 1        | FC Jazz            | 2 – 1       | 0 – 1  | 2 – 2 (a)       |
| 2002      | 1        | Union Luxembourg   | 2 – 0       | 0 – 0  | 2 – 0           |
| 2002      | 2        | Teuta              | 3 – 0       | 0 – 1  | 3 – 1           |
| 2002      | 3        | Lille              | 0 – 2       | 0 – 1  | 0 – 3           |
| 2003      | 1        | Bangor City F.C.   | 5 – 2       | 1 – 0  | 6 – 2           |
| 2003      | 2        | Brescia Calcio     | 1 – 1       | 1 – 2  | 2 – 3           |
| 2004      | 1        | FC Thun            | 0 – 0       | 0 – 2  | 0 – 2           |
| 2005      | 1        | Olympiakos Nicosia | 11 – 0      | 5 – 0  | 16 – 0          |
| 2005      | 2        | NK Slaven Belupo   | 0 – 1       | 2 – 3  | 2 – 4           |
| 2007      | 1        | Grbalj             | 2 – 1       | 1 – 1  | 3 – 2           |
| 2007      | 2        | Maccabi Haifa      | (aet) 0 – 2 | 2 – 0  | 2 – 2 (3 – 2 p) |
| 2007      | 3        | Atlético de Madrid | 2 – 1       | 0 – 1  | 2 – 2 (a)       |

### Récord Europeo
| Torneo                                            | A  | J  | G  | E | P  | GF | GF | GD  |
| ------------------------------------------------- | -- | -- | -- | - | -- | -- | -- | --- |
| UEFA Cup Winners' Cup / European Cup Winners' Cup | 2  | 6  | 3  | 1 | 2  | 7  | 9  | −2  |
| UEFA Europa League / UEFA Cup                     | 1  | 2  | 0  | 1 | 1  | 0  | 2  | −2  |
| UEFA Intertoto Cup                                | 7  | 28 | 11 | 4 | 13 | 46 | 33 | +13 |
| Total                                             | 10 | 36 | 14 | 6 | 16 | 53 | 44 | + 9 |